# Hohenziatz
Hohenziatz ist eine Ortschaft und ein Ortsteil von Möckern im Landkreis Jerichower Land in Sachsen-Anhalt.

## Geografie
Hohenziatz liegt acht Kilometer nordöstlich vom Hauptort Möckern entfernt und ist mit ihm durch die Kreisstraße 1230 verbunden. Der Ort liegt am Elbezufluss Ihle und ist von landwirtschaftlichen Flächen umgeben. Bis auf die östliche Richtung schließen sich Forstflächen vom sehr waldreichen und 25.063 Hektar großen Landschaftsschutzgebiet Möckern-Magdeburgerforth an. Die Gemarkung des Ortes gehört zur westlichen Fläminghochfläche, einer Heide- bzw. magerrasenreichen Waldlandschaft des norddeutschen Tieflandes. Das Gelände erreicht hier Höhen von um die 90 Meter. Hohenziatz liegt verkehrstechnisch ungünstig, die nächste Bundesstraße verläuft durch Möckern, von dort besteht Anschluss an die Bundesautobahn 2 (zwölf Kilometer) und zur Kreisstadt Burg.

## Geschichte
Seine Entstehung verdankt Hohenziatz der slawischen Siedlung Ziazinauizi, heute Lüttgenziatz. Ziazinauizi wird 992 in einer Urkunde des deutschen Königs Otto III. über ein Tauschgeschäft mit dem Kloster Memleben erstmals urkundlich erwähnt. Im Zuge der deutschen Kolonisierung der ostelbischen Gebiete entstand etwa drei Kilometer südlich der Slawensiedlung ein Ort mit Zuwanderern aus den westlichen Gebieten. Er wird 1187 unter der Bezeichnung „villa Zojas“ im Inventarverzeichnis des Klosters Leitzkau zum ersten Mal schriftlich erwähnt. Im weiteren Verlauf der Geschichte wandelt sich der Ortsname über Ciaz in verschiedenen Schreibweisen ab 1562 endgültig in Hohenziatz, wobei „Hohen…“ auf eine deutsche Siedlung hinweist, während „Lüttgen“-ziatz auf die slawischen Bewohner hindeutete.
Begünstigt durch die Lage an der alten Heerstraße Brandenburg–Magdeburg, einer bedeutenden Handelsstraße, die bei Hohenziatz die Ihle überquerte, entwickelte sich der Ort schnell. 1308 wechselte der Besitz vom Erzbistum Magdeburg zum Kloster Lehnin. Dieses belehnte 1420 die Adelsfamilie von Arnstedt mit Hohenziatz, von 1620 bis 1725 war der Ort in den Händen der Familie Brand von Lindau. 1533 wurde eine Zollstation zu Brandenburg eingerichtet und es entstand Relaisstation zum Pferdewechsel. Aus ihr entwickelte sich später die bis 1819 bestehende Posthalterei der Cleveschen Post für die Poststraße Magdeburg – Berlin. Erst als die Chaussee Magdeburg – Burg – Berlin 1819 fertiggestellt wurde, verlor Hohenziatz seine verkehrsgünstige Lage. Fortan hatte nur noch Landwirtschaft für den Ort Bedeutung.
Nach der Säkularisation der Bistümer infolge des Dreißigjährigen Krieges kam Hohenziatz 1680 unter die Oberhoheit des brandenburgisch-preußischen Staates. Mit der preußischen Verwaltungsreform von 1815 wurde der Ort in den Landkreis Jerichow I eingegliedert. 1910 hatte das Dorf Hohenziatz 609 und der selbständige Gutsbezirk Hohenziatz 107 Einwohner. Am 30. September 1928 wurden die Gutsbezirke Hohenziatz und Lüttgenziatz mit der Landgemeinde Hohenziatz vereinigt. Nach der Eingliederung der beiden Gutsbezirke und durch Zuzüge in den 1930er Jahren war die Einwohnerzahl 1939 auf 783 angestiegen. Als die DDR 1952 ihre Territorialverwaltung neu gliederte, kam Hohenziatz zum Kreis Burg im DDR-Bezirk Magdeburg. Die Zahl der Einwohner stieg weiter an auf 920 im Jahr 1964 und sank bis zum Jahr 1973 wieder auf 801. Nach der deutschen Wiedervereinigung wurde 1994 der Landkreis Jerichower Land für Hohenziatz zuständig. Am 1. Januar 2004 wurde Hohenziatz in die Stadt Möckern eingegliedert.

## Politik
Ortsbürgermeister ist Matthias Berlin.

### Wappen
Das Wappen wurde von dem Kommunalheraldiker Jörg Mantzsch gestaltet und weist zum einen auf die Bedeutung der Landwirtschaft für den Ort hin und erinnert an die in früheren Zeiten bedeutsame Poststraße.
Blasonierung: „Gespalten von Blau und Silber; rechts eine goldene Garbe, links eine rote Postsäule belegt mit einem goldenen Posthorn.“

### Flagge
Die Flagge ist weiß – blau gestreift (1:1); Hissflagge: Streifen senkrecht verlaufend; Querflagge: Streifen waagerecht verlaufend mit dem mittig aufgelegten Wappen.

## Sehenswürdigkeiten

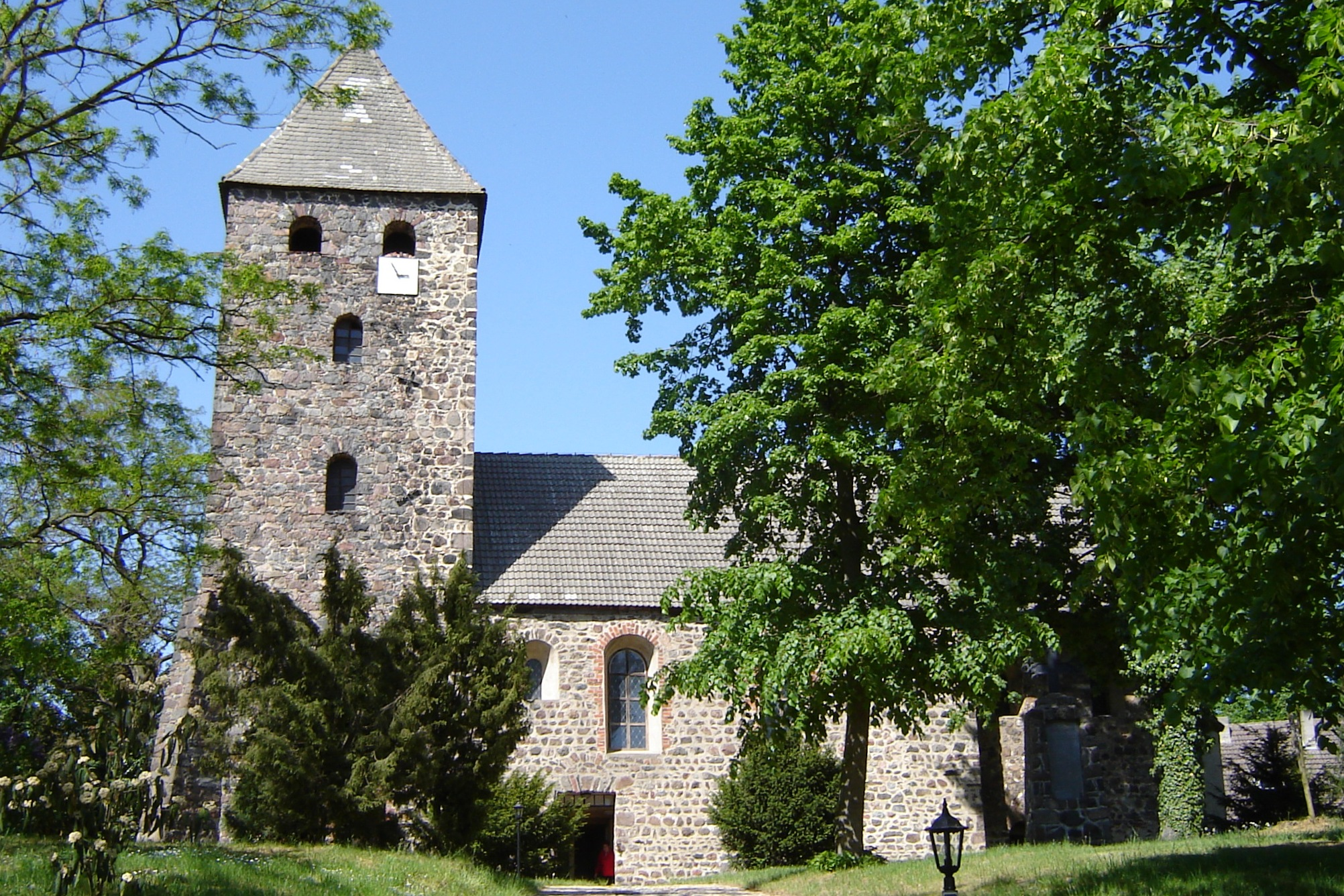
Südansicht St.-Stephanus-Kirche

An der höchsten Stelle des Ortes, am nördlichen Ihleufer wurde Mitte des 12. Jahrhunderts die Sankt-Stephanus-Kirche errichtet. Das romanische Bauwerk gliedert sich in Westturm, Kirchenschiff, Chor und Apsis und wurde aus Granitfeldsteinen gemauert. Während Turm und Schiff die gleiche Breite aufweisen, sind Chor und Apsis jeweils von geringerer Breite. Der querrechteckige Turm trägt ein Walmdach, Schiff und Chor haben ein gemeinsames Satteldach, die halbrunde Apsis ist mit einem halben Kegeldach gedeckt. Das zwölf mal zehn Meter große Kirchenschiff ist durch ein Rechteckportal in der Südwand zu betreten. In die beiden Längswände sind jeweils zwei kleine Rundbogen- und zwei Korbbogenfenster eingelassen. Auch der nur acht Meter breite Chor verfügt mit einer kleinen rundbogigen Priesterpforte in der Südwand ebenfalls über einen Einlass und in den Außenwänden über jeweils zwei Rundbogenfenster. In der Apsis befindet sich nach Osten hin ein kleines Rundbogenfenster. Die Kirche wurde zunächst ohne Turm erbaut, er war in der Planung aber bereits vorgesehen und wurde offensichtlich noch von denselben Handwerkern errichtet. Er hat einen Grundriss von zehn mal sechs Metern. Seine Südwestecke stürzte 1849 ein und musste von Grund auf neu gemauert werden.
Das Kirchenschiff ist flach gedeckt und mit einer Westempore versehen. Die mehreckige Kanzel wurde aus Holz gefertigt, trägt die Familienwappen Brand von Lindau und von Rochow und ist mit 1693 datiert. Darüber befindet sich ein Schalldeckel mit kronenartigem Aufbau. Der Taufstein aus Sandstein trägt ebenfalls die Familienwappen und auf 1671 datiert. Seine wohl früher romanische Form wurde später offenbar überarbeitet. Die von Carl Joseph Chwaltal 1843 geschaffene Orgel wurde mit einem spätbarocken Prospekt geschmückt.

## Söhne des Ortes
- Friedrich Wilhelm Wolff (1783–1862), Architekt
- Kurt Brumme (* 1948), Politiker